# George Whitesides
George McClelland Whitesides, né le 3 août 1939 à Louisville, est un chimiste américain. Il est surtout connu pour ses travaux dans les domaines de la résonance magnétique nucléaire (RMN), de la chimie organométallique, de l'auto-organisation moléculaire et des nanotechnologies.

## Biographie
George Whitesides a fréquenté la prestigieuse Phillips Academy dont il fut diplômé en 1957. En 1960, il obtint un bachelor à l'université Harvard puis un doctorat en 1964 au California Institute of Technology. Sous la direction de John D. Roberts, il se concentra sur l'exploration de la résonance magnétique nucléaire en chimie organique. Il étudia entre autres le couplage spin-spin sur de nombreuses molécules organiques et la structure en solution des réactifs de Grignard.
Whitesides commença sa carrière en 1963 comme professeur assistant au Massachusetts Institute of Technology (MIT) et resta là-bas jusqu'en 1982. Il fut professeur extraordinaire de 1969 à 1971, professeur de 1971 à 1975, titulaire de la chaire Arthur C. Cope de 1975 à 1980 puis de la chaire Haslam and Dewey de 1980 à 1982. Au cours de son séjour au MIT, il joua un rôle décisif dans le développement de la réaction de Corey-House-Posner-Whitesides (en). En 1982, il rejoignit l'université Harvard. Il fut directeur de la faculté de chimie de 1986 à 1989, doyen de la faculté des sciences de 1989 à 1992 et titulaire de la chaire Mallinckrodt de chimie de 1986 à 2004. Whitesides détient depuis 2004 la chaire Woodford L. and A. Flowers à Harvard. Son groupe de recherche comprend plus de 35 doctorants. Il est l'auteur de plus de 950 articles scientifiques et détient 50 brevets. Il figure également au rang des chimistes les plus cités
.
En dehors de son activité de recherche, Whitesides est également engagé en politique et dans différentes commissions. Il fut entre autres membre des commissions d'experts de la Fondation nationale pour la science, de la NASA et du ministère de la Défense américain.
Whitesides est également le cofondateur de 12 entreprises (parmi lesquelles  Genzyme, GelTex, Theravance, Surface logix, Nano-Terra et WMR Biomedical) qui ensemble ont une capitalisation boursière de plus de 20 milliards de dollars.
Il est membre du conseil de rédaction de plusieurs revues dont Angewandte Chemie.
Il est le père de George T. Whitesides, homme d'affaires et homme politique.

## Récompenses et distinctions
- 1975 Award in Pure Chemistry (American Chemical Society)
- 1979 Harrison Howe Award (American Chemical Society, Rochester Section)
- 1980 Distinguished Alumni Award (California Institute of Technology)
- 1983 Remsen Award (American Chemical Society, Maryland Section)
- 1989 Arthur C. Cope Scholar Award (American Chemical Society)
- 1994 James Flack Norris Award (American Chemical Society, New England Section)
- 1995 Prix Arthur C. Cope (American Chemical Society)
- 1996 Award for Significant Technical Achievement (Defense Advanced Research Projects Agency)
- 1996 Madison Marshall Award (American Chemical Society)
- 1998 National Medal of Science (National Science Board)
- 1999 Distinguished Chemist Award (American Chemical Society, Sierra Nevada Section)
- 1999 Wallac Oy Innovation Award in High Throughput Screening (Society for Biomolecular Screening)
- 1999 Excellence Award in Surface Science (Surfaces in Biomaterials Foundation)
- 2000 Von Hippel Award (Materials Research Society)
- 2001 World Technological Award for Materials (World Technological Network)
- 2001 Docteur honoris causa de l'université Twente
- 2002 Chercheur de l'année (Small Times Magazine)
- 2003 Pittsburgh Analytical Chemistry Award (Society for Analytical Chemists of Pittsburgh)
- 2003 Prix de Kyoto (Inamori Foundation)
- 2004 Paracelsus Prize (Schweizerische Chemische Gesellschaft)
- 2004 Jacob Heskel Gabbay Award en biotechnologie et médecine
- 2005 Dickson Prize en science
- 2005 Dan David Foundation Prize
- 2005 Emanuel Merk Lecture Prize
- 2005 Linus Pauling Medal
- 2005 Welch Award in Chemistry
- 2007 Médaille Priestley
- 2008 Prix Prince des Asturies, catégorie Recherche scientifique et technique
- 2009 Médaille Benjamin Franklin en chimie du Franklin Institute
- 2012 Docteur honoris causa de l'université libre de Berlin

## Affiliations
- 2000 Académie nationale des sciences indienne
- 2000 Membre d'honneur de la Chemical Research Society of India
- 2009 Associé étranger de l'Académie des sciences de France
- Académie américaine des arts et des sciences
- Association américaine pour l'avancement des sciences
- World Technological Network
- Académie nationale des sciences
- Académie des sciences de New York
- Académie nationale d'ingénierie des États-Unis
- Academia sinica
- Académie royale néerlandaise des arts et des sciences
- Membre d'honneur de la Material Research Society India
- Société américaine de philosophie